# Batán (Costa Rica)
Batán es un distrito del cantón de Matina, en la provincia de Limón, de Costa Rica.

## Historia
Batán fue creado el 25 de junio de 1969 por medio de Ley 4345.

## Geografía
Batán cuenta con un área de 213,41 km² y una altitud media de 15 m s. n. m.

## Demografía
Para el año 2022, Batán cuenta con una población estimada de 21 220 habitantes, y para el último censo efectuado, en 2011, Batán contaba con una población de 16 532 habitantes.

## Localidades
- Barrios: Almendros, Margarita, Milla 24, Milla 25, Parcelas, Ramal Siete.
- Poblados: Barbilla, Berta, Damasco, Davao, Dos Ramas, Espavel, Goshen, Leyte, Lola, Luzón, Milla 27, Milla 28, Oracabesa, Sahara, Santa Marta, Titán, Vegas.

## Transporte

### Carreteras
Al distrito lo atraviesan las siguientes rutas nacionales de carretera:
- Ruta nacional 32
- Ruta nacional 804
- Ruta nacional 805